# Heroes of Might and Magic V: Tribes of the East
Heroes of Might and Magic V: Tribes of the East este a doua continuare a jocului video de strategie pe ture Heroes of Might and Magic V. Este o aplicație de sine-stătătoare: nu necesită ca jocul original să fie instalat în calculator. A fost editat de Nival Interactive și distribuit de Ubisoft Entertainment pe 12 octombrie 2007 în Europa și pe 25 octombrie în America de Nord și Rusia.